# Rudolf Stember
Rudolf „Rudi“ Stember (* 26. März 1969 in Köln) ist ein deutscher Komponist und Sound Designer. Er schrieb die Musik für Computerspiele-Klassiker wie Der Patrizier, Das Schwarze Auge: Die Schicksalsklinge, Anstoss und Hanse: Die Expedition. In den vergangenen Jahrzehnten arbeitete er an mehr als 100 Spielen mit.

## Werdegang
Stember absolvierte von 1987 bis 1989 eine Ausbildung als Informatiker an einer Berufsschule und programmierte zu dieser Zeit mit Freunden Demos. 1989 veröffentlichte er für den Commodore 64 sein erstes kommerzielles Spiel, als Programmierer, Graphiker und Musiker: Decton. Vom Erlös kaufte er einen professionellen Sampler.
Im Auftrag damals führender Studios wie Rainbow Arts und Ascaron schuf er in den Folgejahren die Musik und die Soundeffekte für zahlreiche Spiele. Auch Werbespiele wie Tony & Friends in Kellogg's Land und Bi-Fi Roll: Snack Zone intonierte er. Neben eigenen Kompositionen setzte er Musik und Sound für andere Systeme um, etwa The Secret of Monkey Island für den Commodore Amiga.
Zwölf Jahre lang, von 1996 bis 2008, war er als Audio-Direktor bei Factor 5 zuständig für Sound-Effekte, Voice-Schnitt und Zwischensequenzen, sowohl für die Konvertierung auf verschiedene Systeme wie die Lokalisierung ins Deutsche. Dabei arbeitete er eng mit dem Haus-Komponisten Chris Hülsbeck zusammen, mit dem er seit langem auch privat befreundet ist. Seit dieser Zeit ist Stember überwiegend technisch im Bereich Sound Design / Audiodesign tätig.
Neben der Arbeit an Spielen greift Stember Genres wie Rave und Trance auf und veröffentlichte eine Reihe von Stücken auf einschlägigen CD-Kompilationen.
Heute arbeitet Stember als Producer für Epic Games.

## Spiele (Auswahl)

### Als Komponist
- 1989: Decton
- 1989: Tower of Terror
- 1990: Z-Out
- 1990: The Curse of RA
- 1991: Ugh!
- 1991: Mad TV
- 1991: Logical
- 1992: Das Schwarze Auge: Die Schicksalsklinge
- 1992: Der Patrizier
- 1993: Mad News
- 1993: Anstoss
- 1994: Hanse: Die Expedition
- 1994: Software-Manager
- 1994: Tony & Friends in Kellogg's Land
- 1997: Ballblazer Champions
- 1998: Tony & Friends: New Adventures

### Als Sound Designer
- 1993: Super Turrican
- 1998: Star Wars: Rogue Squadron
- 1999: Indiana Jones und der Turm von Babel
- 2007: Lair